# Tun antitanc

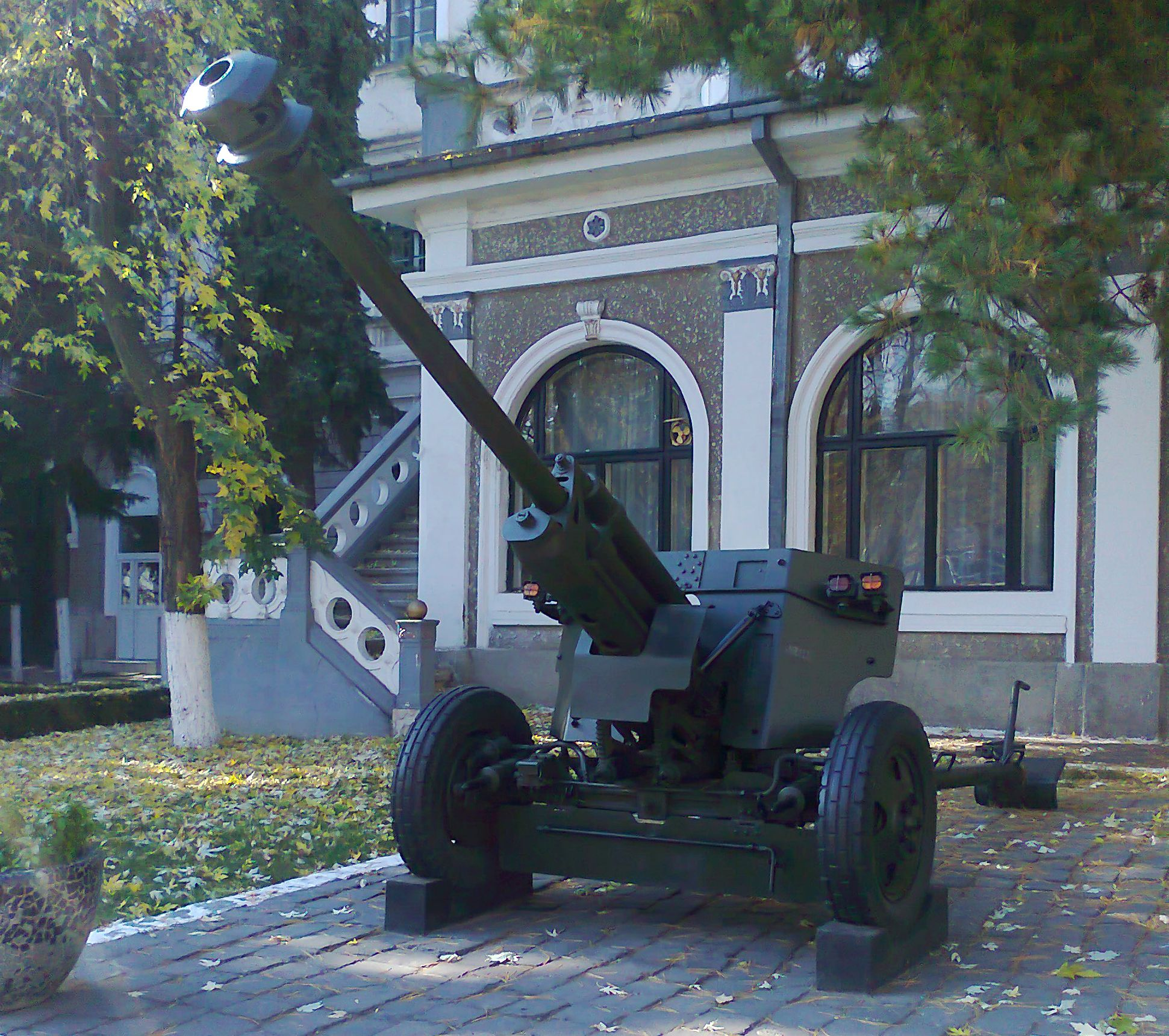
Tunul antitanc calibru 75 mm, model Reșița 1943

Tunul antitanc este o piesă de artilerie proiectată să distrugă tancurile și alte vehicule blindate de luptă, în mod obișnuit dintr-o poziție defensivă statică.
Dezvoltarea muniției antitanc specializate și a tunurilor antitanc a fost determinată de apariția tancurilor în timpul Primului Război Mondial. Pentru a distruge tancurile inamice, artileriștii au folosit adesea tunuri de câmp pentru tragerea directă asupra țintelor. Dar această practică consuma prea multă muniție valoroasă și avea o eficiență din ce în ce mai limitată, pe măsură ce blindajul tancurilor a devenit din ce în ce mai gros. Primele tunuri antitanc dedicate au început să apară în anii 1920, ele având o maximă dezvoltare și utilizare în timpul celui de-al Doilea Război Mondial. Pentru a penetra blindajele tancurilor, aceste tunuri foloseau muniție specializată (de exemplu proiectile perforante) și țevi mai lungi (pentru a se obține o viteză inițială a proiectilului mai mare decât la tunurile de câmp obișnuite.
Cele mai multe arme antitanc au fost dezvoltate în anii 1930, pe măsură ce apăreau noi îmbunătățiri ale tancurilor, aproape toți marii fabricanți de armament producând diferite modele. Tunurile antitanc din perioada interbelică erau de calibru mic; majoritatea armatelor care le posedau foloseau muniție de calibrul de 37 mm, cu excepția armatei britanice, care a dezvoltat tunul de 40 mm Ordnance QF 2. În timpul celui de-al doilea război mondial, apariția unor tancuri mai grele a făcut ca aceste arme să fie învechite, iar tunurile antitanc să aibă un calibru mai mare și să folosească muniție mai eficientă: proiectile perforante⁠(en)[traduceți] și proiectile subcalibru⁠(en)[traduceți]. Inventarea proiectilului cu efect cumulativ⁠(en)[traduceți] a modificat în mod remarcabil lupta antitanc, deoarece acest tip de muniție nu depinde de o viteză inițială ridicată a proiectilului și putea fi tras și cu arme fără recul, ușoare și manevrabile, cum erau Panzerfaust și Panzerschreck la germani sau Bazooka la americani.
Multe dintre armele antitanc utilizate în timpul celui de-al doilea război mondial, îndeosebi cele de calibru mai mic, erau manevrate de către infanteriști specializați în tirul cu astfel de arme, aparținând unităților și subunităților de infanterie, doar piesele de calibru mai mare intrând în dotarea subunităților de artilerie propriu-zisă (baterii și divizioane), fiind manevrate de echipe de servanți artileriști. Artileria antitanc era organizată în mod diferit în armatele terestre ale diverselor state. De exemplu, în Armata Sovietică, atât în timpul celui de-al doilea război mondial dar și după aceea, în perioada „Războiului Rece”, existau baterii de tunuri antitanc în compunerea unor regimente mecanizate („artileria regimentară”), dar și divizioane de tunuri antitanc la nivel de divizie („artileria divizionară”); de asemenea existau brigăzi de tunuri antitanc la dispoziția comandanților de fronturi. Deși principalul scop tactic al artileriei antitanc era lupta directă și distrugerea tancurilor inamice, subunitățile de tunuri antitanc erau utilizate și pentru trageri indirecte, cu proiectile explozive, asupra forței vii și a lucrărilor genistice inamice.
Deși în timpul războiului s-au dezvoltat o serie de tunuri de calibru mare, care reușeau să distrugă chiar și tancurile cu cel mai gros blindaj, acestea s-au dovedit a fi prea costisitoare și greu de camuflat pe câmpul de luptă. Generația ulterioară de arme antitanc fără recul, foarte ușoare, dar care permiteau tragerea unor proiectile de mărimea unui obuz de pe umărul unui soldat, și a rachetelor antitanc dirijate, a fost considerată o opțiune mult mai viabilă pentru înarmarea infanteriștilor cu mijloace de luptă împotriva tancurilor. Cu toate acestea, producerea și perfecționarea tunurilor antitanc a continuat și în perioada „Războiului Rece”, mai ales în Uniunea Sovietică, dar și în alte țări europene, ca Franța și Belgia. Republica Populară Chineză încă producea în continuare tunuri antitanc de mare calibru, în anul 1988.

## Imagini

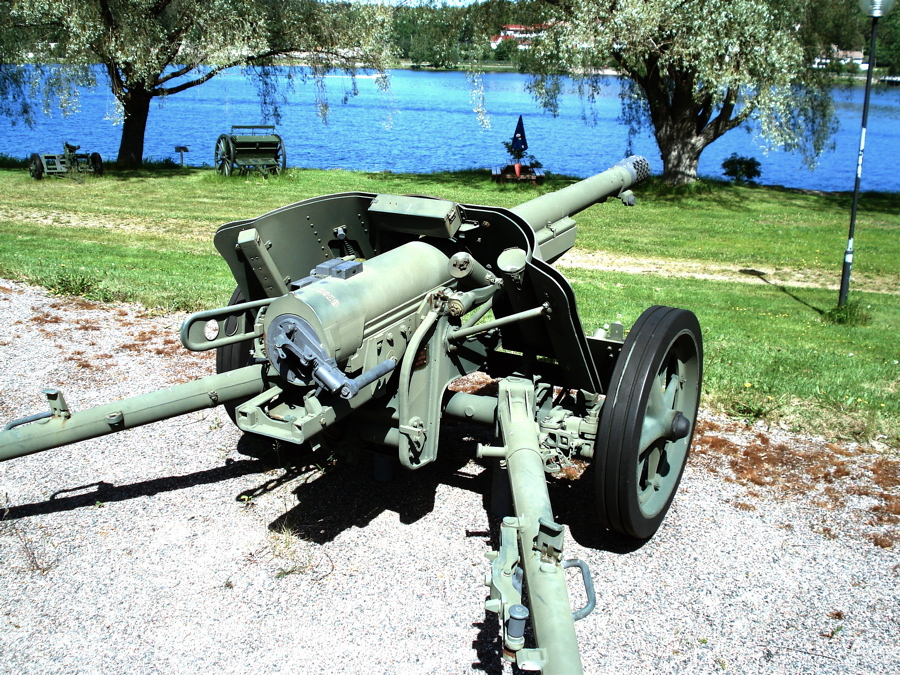
Tun antitanc german calibrul 75 mm
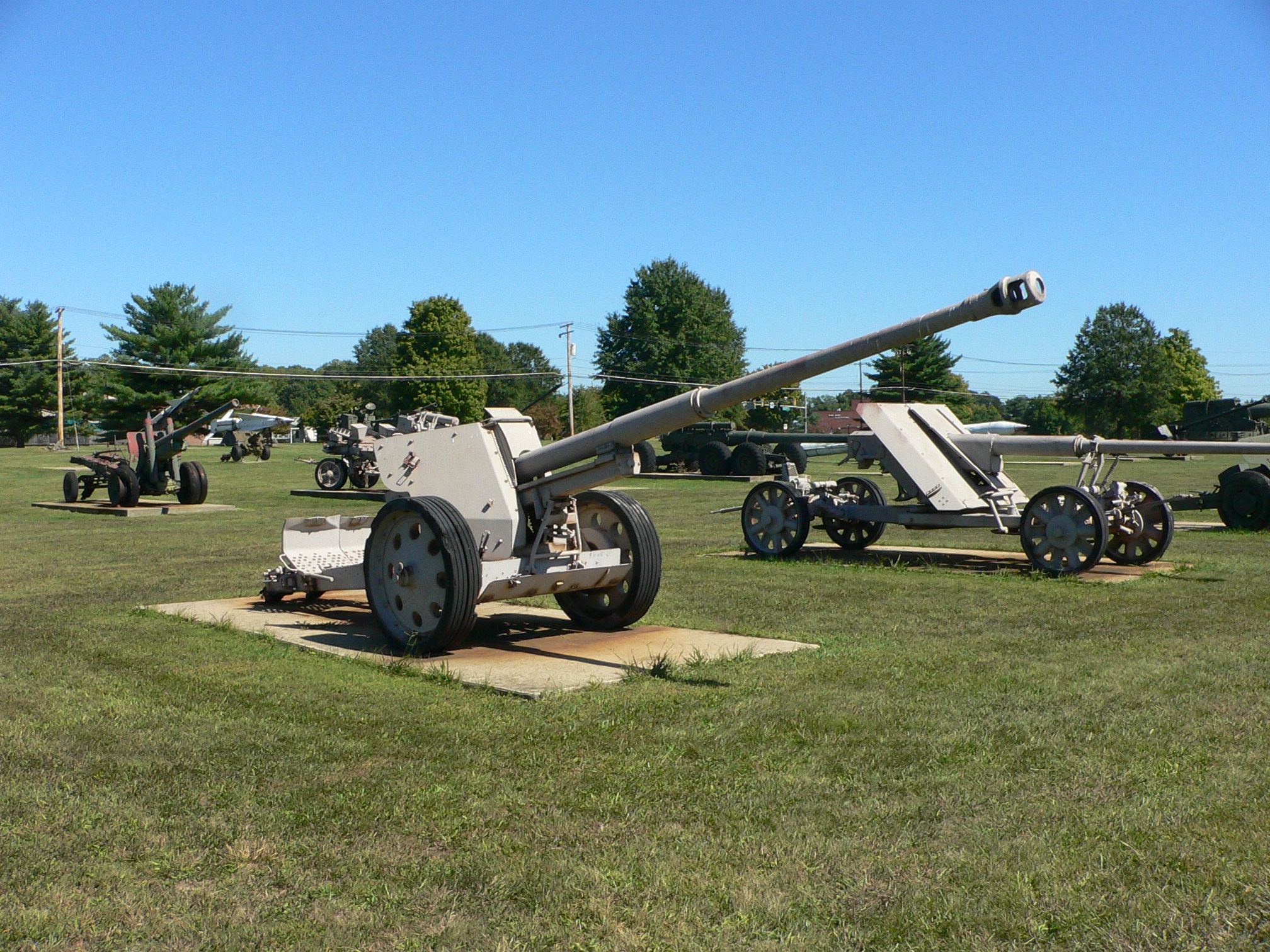
Tun antitanc german calibrul 88 mm
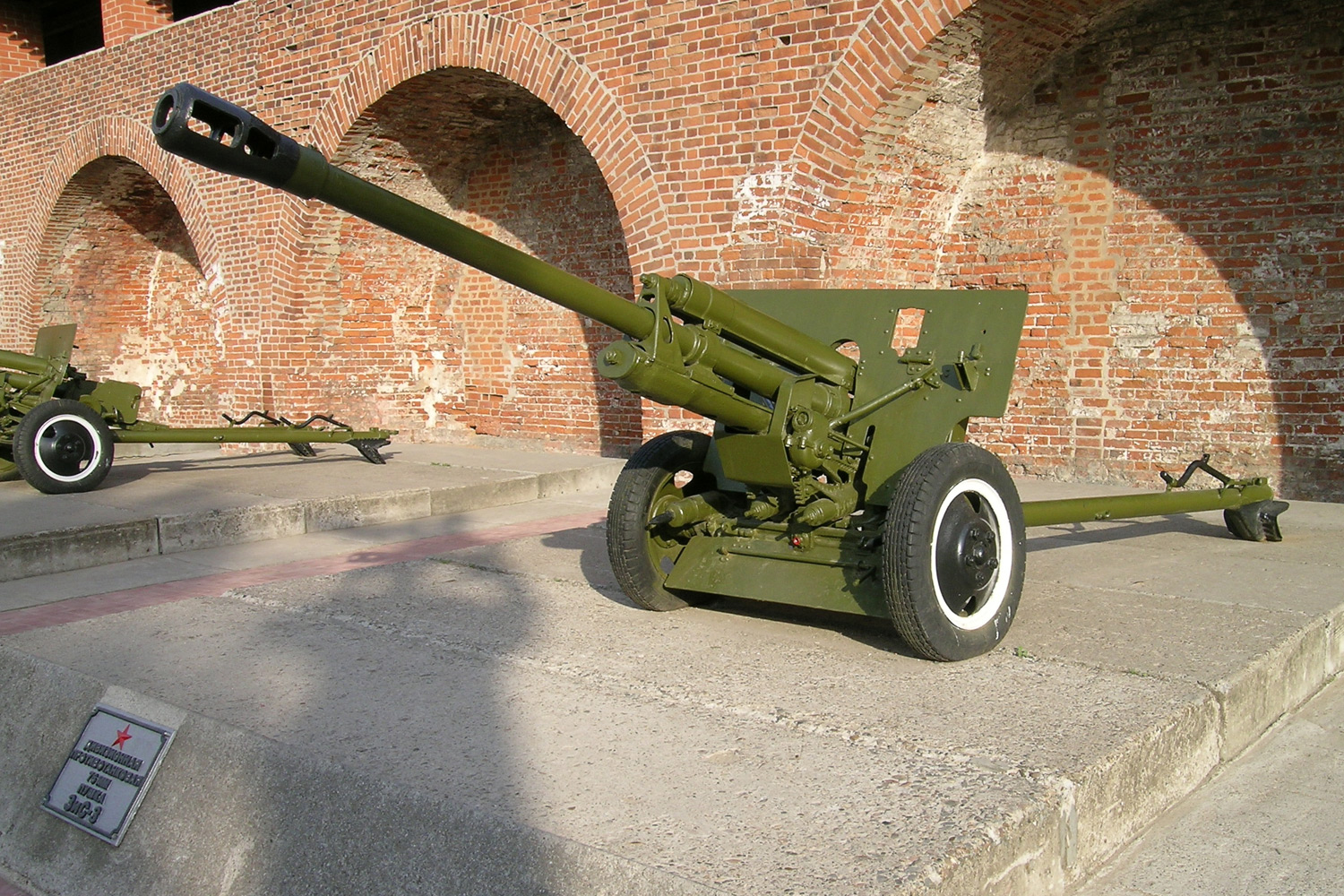
Tun antitanc sovietic calibrul 76,2 mm
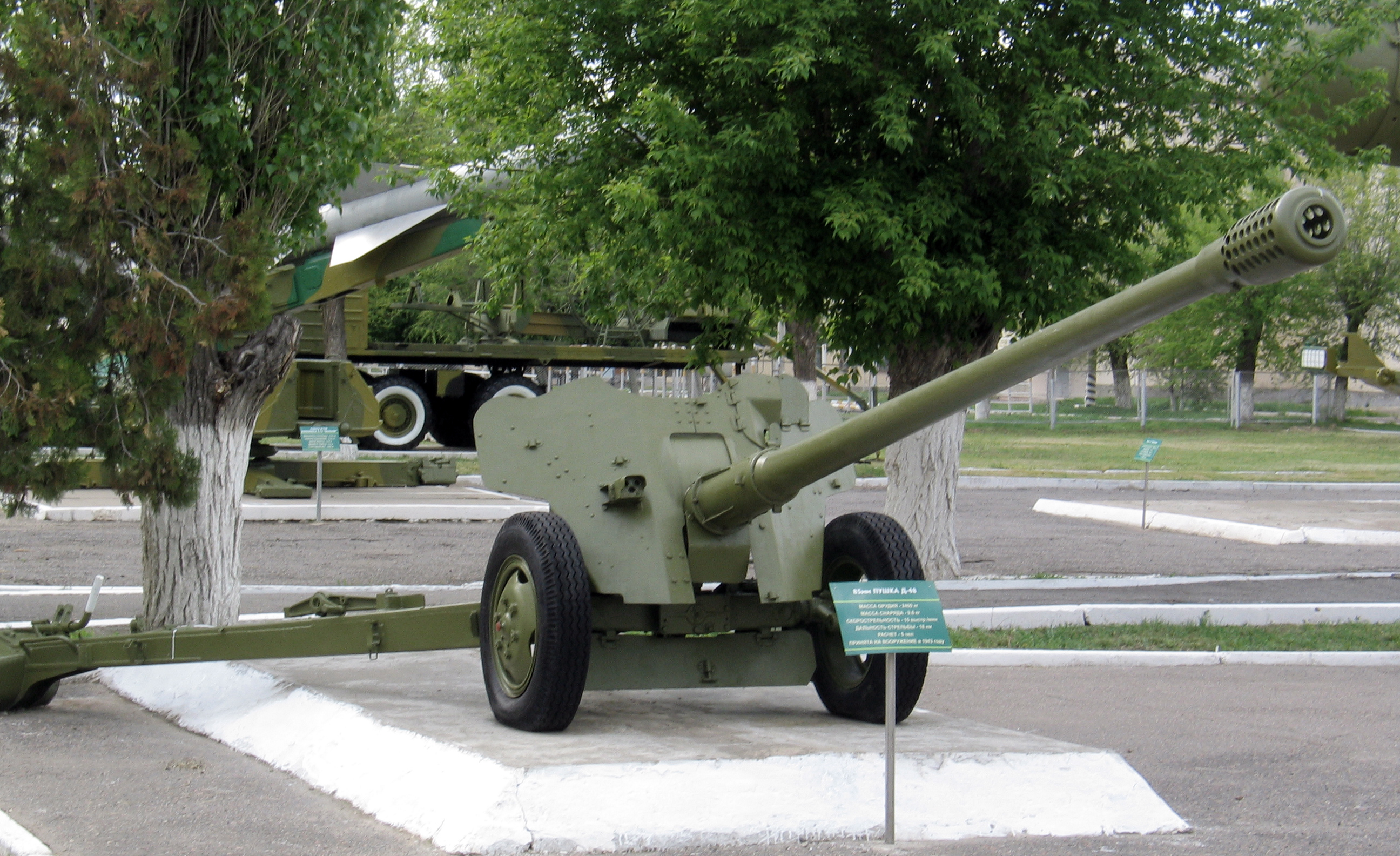
Tun antitanc sovietic calibrul 85 mm
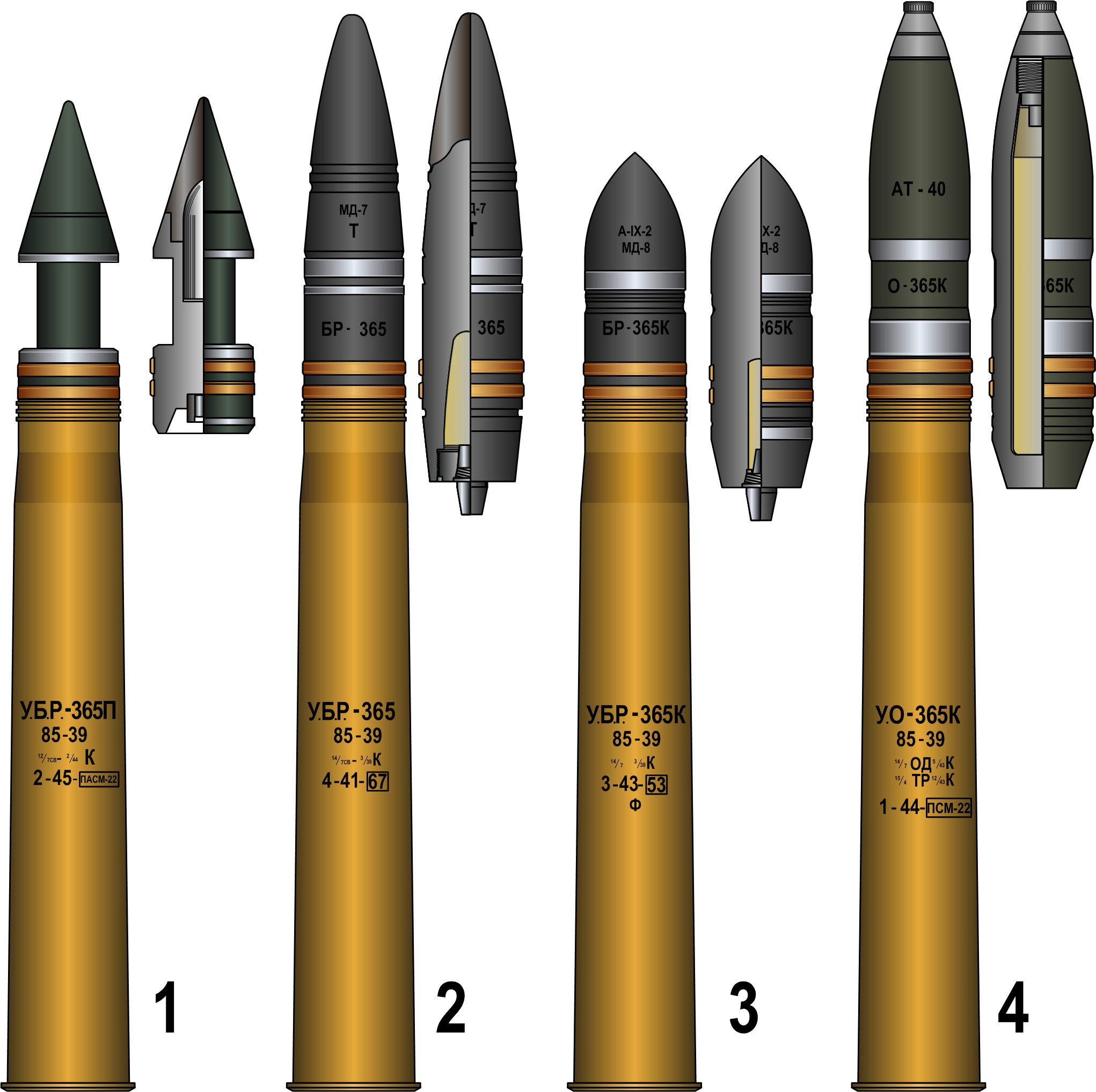
Muniție antitanc sovietică de calibrul 85 mm
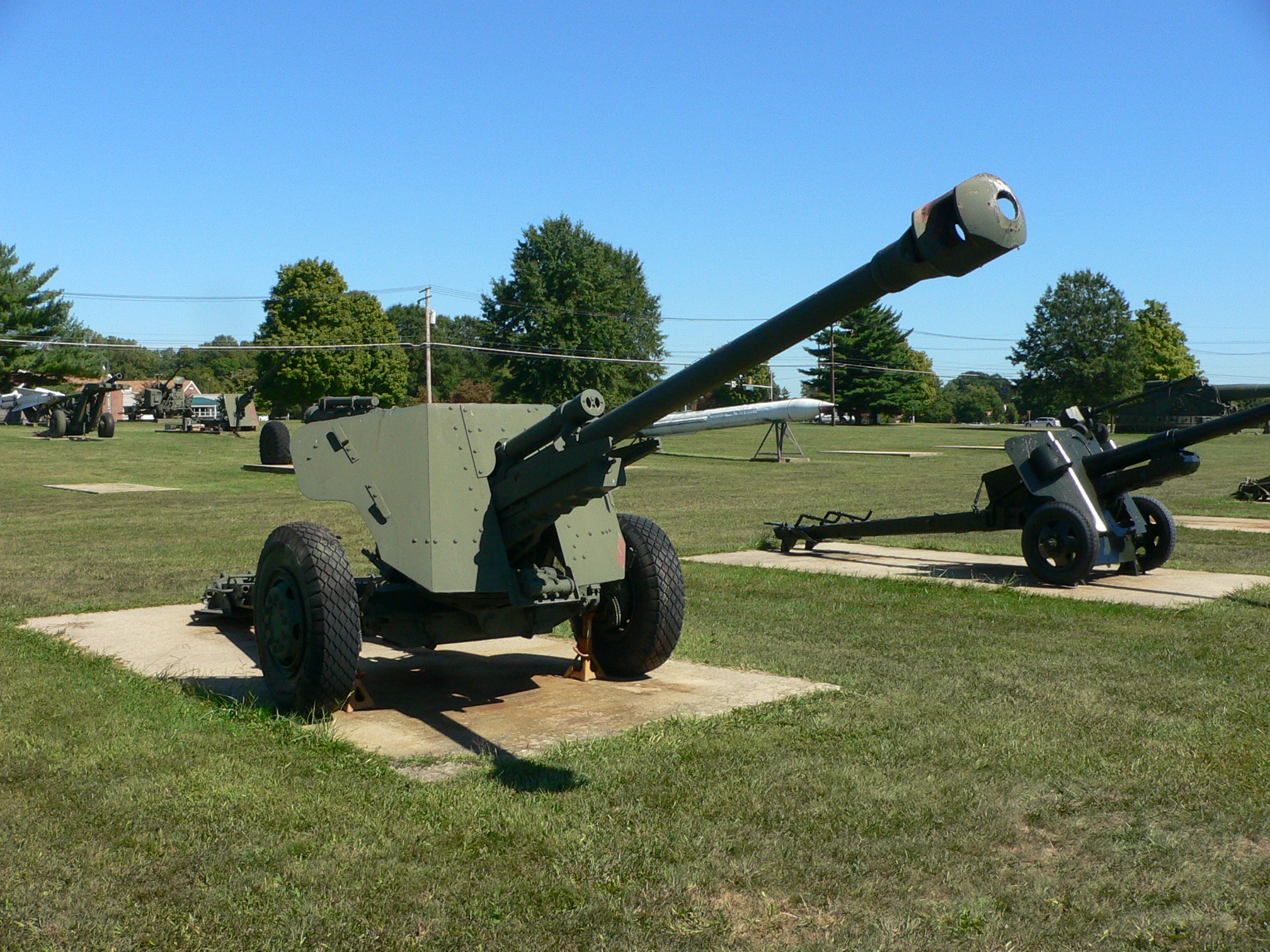
Tun antitanc american calibrul 90 mm

## Legături externe
- „Buletinul de teorie militară al SMFT nr. 4 din 2010 - Istoricul și devenirea artileriei antitanc”, Revista.forter.ro, arhivat din original la 30 august 2019, accesat în 10 aprilie 2019